# حمام

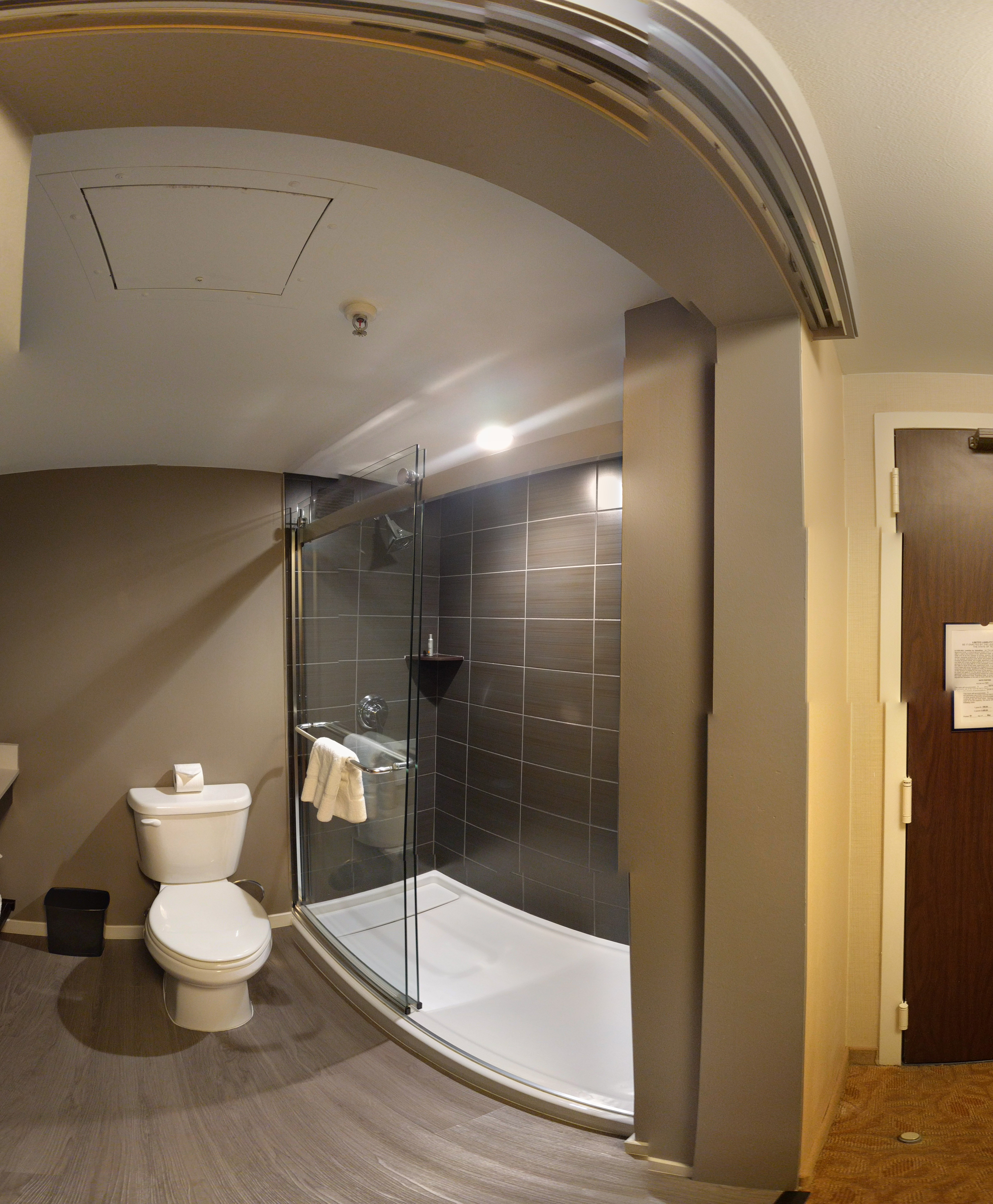
نمایی از یک حمام در یک آپارتمان

حَمام یا گرمابه اتاقی است که در آن، انسان بدن خود یا بخش‌هایی از آن را می‌شوید. یک حمام، می‌تواند شامل یک یا چند مورد از ابزارهای لوله‌کشی باشد؛ مانند دوش، وان حمام، بیده و سینک. گنجاندن توالت در آن نیز معمول است. گاهی در کنار آن، اتاق‌های توالت ویژه‌ای نیز وجود دارند که فقط دارای توالت هستند (بیشتر همراه با سینک).
از دید تاریخی، حمام کردن بیشتر کاری گروهی بود که در حمام‌های همگانی انجام می‌شد. در برخی کشورها، جنبه‌های اجتماعی پاکسازی بدن، همچنان مهم است.
ساخت حمام، نیازمند دانش و ابزار ویژه‌ای است تا بتواند ایمنی داشته باشد. مقاومت کافی در برابر پسماند انسانی، گرما، آب داغ و بخار آب، نمونه‌هایی از آن هستند. وسایل برقی مانند چراغ‌ها، گرم‌کن‌ها و حوله‌خشک‌کن‌ها معمولاً باید به‌عنوان وسایل برقی و با اتصال‌های دائمی ایمن به جای دوشاخه و پریز نصب شوند. این کار خطر برق گرفتگی را کاهش می‌دهد. سوکت‌های برق قطع‌کننده مدار خطای زمین می‌توانند خطر برق گرفتگی را کاهش دهند و برای نصب پریز حمام بر پایهٔ قوانین برق و ساختمان در ایالات متحده و کانادا مورد نیاز هستند. دیگر کشورها، قوانین سختگیرانه‌تری نیز دارند.

## پیشینه
بر پایه گفتهٔ پژوهشگران، حمام‌های همگانی از دیرباز در کشورهای باستانی مانند مصر، بین النهرین و پس از این‌ها در روم باستان که هنوز بقایای آن باقیست، گسترش داشته‌است. بعدها در خاورمیانه در سده‌های میانی حمام‌های عمومی بسیار گسترش داشتند. در ایران باستان و در روزگار هخامنشی، صنفی برای کارگزاران حمام وجود داشت که از آن در کنار نانوایان نام برده شده است. همچنین حمام‌هایی موسوم به F3 که احتمال می‌رود متعلق به دوره چیرگی اشکانیان بر شهر دورا-اروپوس باشند، از این شهر کشف شده‌اند. در روزگار ساسانی، ایرانیان با تاسیسات تفریحی آبی آشنایی داشتند. کشف یک استخر با سیستم رفت‌وآمد آب در آن در یک خانه اشرافی از شهر کیش در میان‌رودان روزگار ساسانی، نمونه مهمی از این موضوع محسوب می‌شود. با وجود مخالفت شریعت زرتشتی با استحمام در گرمابه‌های رومی که در آن‌ها آب مصرف شده دوباره گرما داده می‌شد، در اواخر روزگار ساسانی نوع جدید و البته غیر مقرون به صرفه از گرمابه در ایران ابداع شد که احتمالا تاسیسات استحمام در شهر نوساخته به از انطاکیه خسرو و محله اسبان‌بر تیسفون از این نوع بوده‌اند. در شهر بغداد در هر محله چند حمام عمومی وجود داشت که دیوارهای آن را گچ و کف آن را موزائیک و قیر می‌کردند که بهترین حمام‌های آن دوران به حساب می آمد. همچنین در دوران عثمانیان، صفویان و قاجاریان حمام‌های زیادی ساخته شد.
در گذشته حمام‌ها جاهایی برای گفتگو میان زنان شهرها و محله‌ها بود.
گرمابه‌های همگانی از نگرش ساختاری، بیشتر دارای درِ ورودیِ پیچ‌داری بودند که به رخت‌کن می‌رسید. در گوشه‌ای از رخت‌کن، جایگاه صندوق‌دار گرمابه قرار داشت. این رخت‌کن به اتاقی راه می‌یافت که آن را «اتاق سرد» یا «سرای نخست» می‌نامیدند و دارای حوض‌های آب و هوای گرمی بود که از طریق لوله‌های سفالی کار گذاشته شده در دیوار سالن (اتاق دوم) از گرم‌خانه می‌آمد. این اتاق به اتاق دیگری به نام بیت‌الحراره یا حجرهٔ داغ وصل می‌شد. این اتاق دارای حوضی پُر از آب گرم بود و دمای آن حداکثر میزانی بود که بدن انسان توان تحمل آن را می‌توانست داشته‌باشد. کف این اتاق‌ها تماماً از سنگ مرمر پوشیده می‌شد تا نظافت آن به آسانی صورت پذیرد.
سقف اتاق‌های گرمابه گنبدی‌شکل و دارای نورگیرهایی بود که به‌وسیلهٔ دریچه‌هایی شیشه‌ای بسته می‌شدند تا بدین ترتیب فقط نور آفتاب به داخل گرمابه بتابد و از ورود هوای سرد جلوگیری و گرمابه به‌صورت طبیعی روشن شود. معمولاً در ساختِ گرمابه‌ها از آجر، سنگ و مرمر استفاده می‌کردند، زیرا این مواد به‌خوبی در مقابل آب مقاومت می‌کنند. در پشت گرمابه گرمخانه‌ای وجود داشت که آب را در دیگ‌های بزرگ مسی به جوش می‌آورد. آب جوش و بخار از گرمخانه و از طریق شبکه‌ای از لوله‌های سفالی به قسمت‌های مختلفِ حمام توزیع می‌شد. این گرم‌خانه معمولاً دارای یک درِ پشتی بود که از طریق آن سوختِ موردنیاز گرمخانه به آن می‌رسید.

دو بخش کوچک و بزرگ گرمابه به‌ترتیب شامل قسمت‌هایی همچون جلوخان، سردرِ ورودی، هشتی، راهروهای ارتباطی، سربینه، میان‌در، گرم‌خانه، خزینه، صفّه شاه نشین، اتاق نظافت، تون، گربه‌رو (چپیله)، دستک، برف‌انداز، جام‌خانه و چاه‌خانه است. البته دو فضای اصلی در گرمابه‌های قدیمی به‌ترتیب سربینه و گرم‌خانه است.

### رخت‌کن یا محل جشن‌ها و حنابندان‌ها
فضای اولِ گرمابه، رخت‌کن و جای آماده شدن برای استحمام یا خروج از گرمابه بوده‌است. مهم‌ترین و زیباترین فضای گرمابه است؛ فضایی وسیع و پُر تزیین با گنبدی بزرگ و حوضی در میان. در اطراف فضای میانی، سکوهایی برای استراحت مراجعین تعبیه شده که برای ورود به آن‌ها، باید از چند پله بالا می‌رفتند و پاها را قبل از ورود، در حوض‌های روی سکوها می‌شستند. بیشترین تزیینات گرمابه، همیشه در رخت‌کن یا بینه است. کفِ بینه و غرفه‌های اطراف آن معمولاً سنگی است. در این بخش، مراسم جشن حنابندان برای داماد و برای عروس در گرمابهٔ زنانه برگزار می‌شد. برای مراسم حنابندان معمولاً گرمابه را اختصاصی می‌کردند. جشن حنابندان با رقص و آواز و شعرخوانی همراه بود. داماد حمام می‌رفت و طی مراسمی، دلاک او را شست‌وشو می‌داد و در پایان در رخت‌کن، همراه با مراسمی، لباس دامادی بر او می‌پوشیدند و بعد از مراسم، شعر و ترانه و رقص انجام می‌شد.

### گرم‌خانه
گرم‌خانه: در گرمابه، محل اصلی شستشو و جای مشت‌ومال که خزینه از ملحقات آن است.
گرم‌خانه، محل شستشو و تطهیر بدن است. گرم‌خانه اغلب فضایی ساده‌تر از بینه است که گوشه‌هایی برای نشستن و شست‌وشو دارد. خزینهٔ آب گرم و حوض آب سرد و فضاهایی خصوصی‌تر برای شست‌وشو در مجاورت گرم‌خانه قرار دارد.
روشنایی گرم‌خانه از نورگیرهای سقفی تأمین می‌شود. نورگیرهایی با شیشه‌های عدسی‌مانند وجود دارد تا نور کافی وارد گرمابه شده و داخل گرمابه دیده نشود.
ورودیِ حمام و نیز فضای بینِ بینه و گرم‌خانه را ـ که «میان‌در» نامیده می‌شود ـ به‌نوعی با پیچ‌وخم بسیار طراحی می‌کردند که جلو تبادل مستقیم حرارت و نم را بگیرد و هوای بیرونِ گرمابه به بینه و هوای بینه به گرم‌خانه و بالعکس به سهولت منتقل نشود. کل حمام را برای حفظ گرمای درونیِ آن، معمولاً پایین‌تر از سطح زمین و درون خاک می‌ساخته‌اند.

### فضای پشتیبانی
یعنی فضاهای مربوط به تأمین آب و حرارت گرمابه، مانند تون یا آتشگاه و انبار هیزم، که تون محل افروختن آتش در پشت گرم‌خانه و خزینه قرار داشته و از بیرونِ گرمابه به آن وارد می‌شوند.
- خزینهٔ آب گرم: خزینه از یک طرف به گرم‌خانه و محل شستن و کیسه‌کشی وصل است و از طرف دیگر به بیرونِ گرمابه و بر روی آتشگاه، که به آن گُرخانه یا گلخن می‌گفتند که یک نفر همواره در آن، آتش را با هیزم یا چوب روشن نگه می‌داشت. بعضی از حمام‌ها، علاوه بر خزینهٔ آب گرم، خزینهٔ آب ولرم یا سرد هم دارند.

بنای حمام‌ها در قدیم از ساروج، ملاطی مقاوم دربرابر آب، از آهک و خاکستر، خاک رس و غیره ساخته می‌شد.
خزینه در قدیم محل آلودگی و سرایت بیماری‌های ویروسی بودو حدود یکصد سال قبل، ورود افراد به خزینه‌ها ممنوع شد و شیر آب به خزینه وصل شد تا مردم به‌طور مستقیم وارد خزینه نشوند.
- تنبوشه: لوله‌های سفالین که از آن برای انتقال آب بینِ بخش‌های مختلف حمام استفاده می‌شده‌است.
- گلجام: شیشه‌های رنگین در روزن سقف یا دیوار.
- گلخن یا تون: مجموعهٔ راهرو، اتاقک و دیگ بزرگ مسین که در کف و زیر خزینه تعبیه می‌شود و آب خزینه را داغ می‌کند. شخصی به اسم تون‌تاب در فواصل زمانیِ منظم به‌وسیلهٔ افروختن هیزم و سایر مواد سوختی در تون، آب داخل خزینه را گرم نگه می‌داشته‌است. دود ناشی از دود و دَم سوختن به‌صورت مستقیم به دودکش‌ها مرتبط نمی‌شده، بلکه توسط گربه‌روهای کف حمام به بیرونِ گرمابه هدایت می‌شده تا از گرمای آن برای گرم شدن کف گرمابه استفاده شود. نام‌های دیگرِ تون: گلخن (گُرخانه)، تیون و پاتیون است.

## آداب گرمابه
گرمابه فرهنگ و آداب و رسوم خاصی داشته‌است، به‌ویژه برای عروسی‌ها و مراسم‌های ملی و همچنین برای کدخدا و آخوند دِه و شهرهای کوچک.
مردم ایران در قدیم معمولاً هفته‌ای یک بار حمام می‌رفته‌اند و به‌ویژه شب‌های جمعه شلوغ‌ترین روزهای حمام بوده‌است.
شلوغ‌ترین روزهای سال در حمام‌های ایرانی معمولاً چند روزِ عید و به‌خصوص یک روز قبل از نوروز بوده‌است.

### زنانه شدن حمام
در حمام‌های قدیم، بوق‌هایی را که از شاخ ساخته می‌شد به صدا درمی‌آوردند و با این کار، باز شدن حمام را اعلام می‌کردند و به صدا درآمدن آن برای بار دوم به این منظور بود که از این پس، حمام زنانه است. مدیر اصلی گرمابه «اوسّای حمام» و در هنگام زنانه شدن «زن اوسّا» نام داشت.

## بر پایه کشور

### در ایران
در گوشه و کنار ایران حمام‌های قدیمی بسیاری دیده می شود که گاه به شکل موزه مردم شناسی درآمده‌اند از جمله:
- حمام مهدی قلی بیگ مشهد
- حمام وکیل شیراز
- حمام حاج آقا تراب نهاوند
- حمام چهار فصل اراک
- حمام گنجعلیخان کرمان
- حمام سلطان امیر احمد کاشان
بعضی از این گرمابه ها دو و حتی سه قلو بوده اند؛ مثل گرمابه چهار فصل اراک که دارای سه بخش بوده است: مردانه، زنانه و بخش ویژه اقلیت های دینی.

## نگارخانه

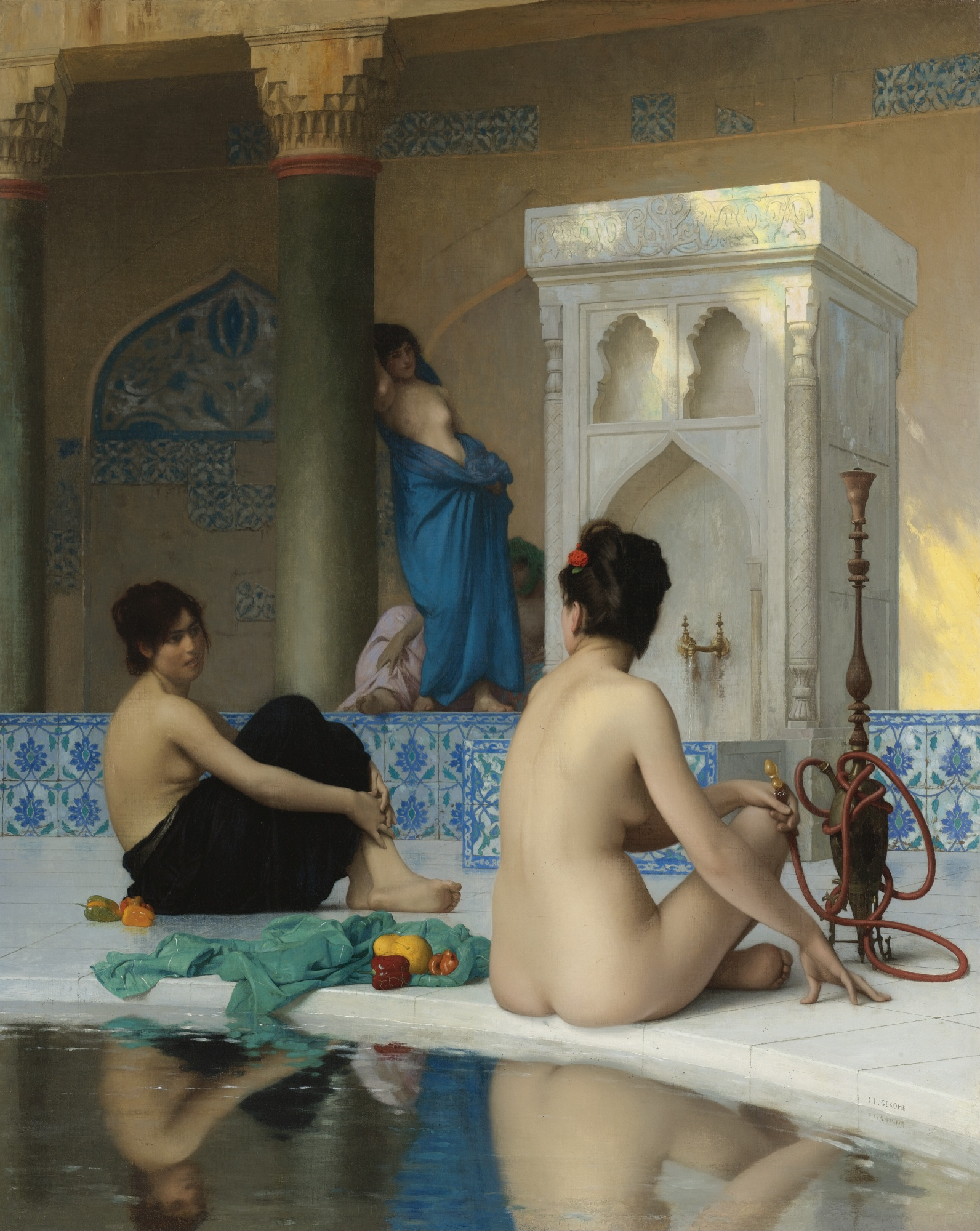
اثری از ژان-لئون ژروم
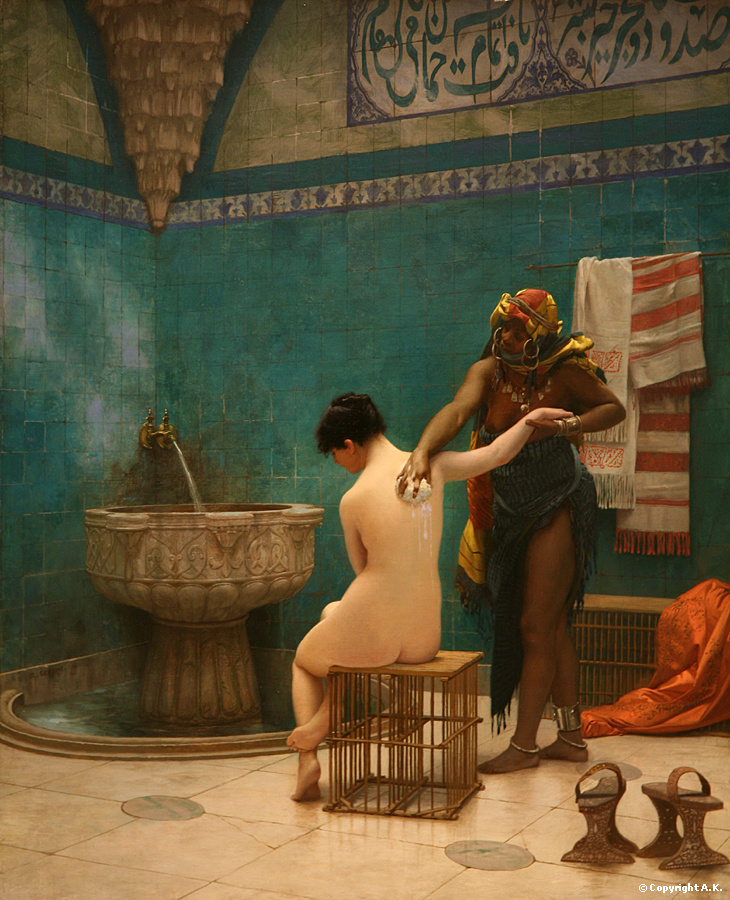
اثری از ژان-لئون ژروم
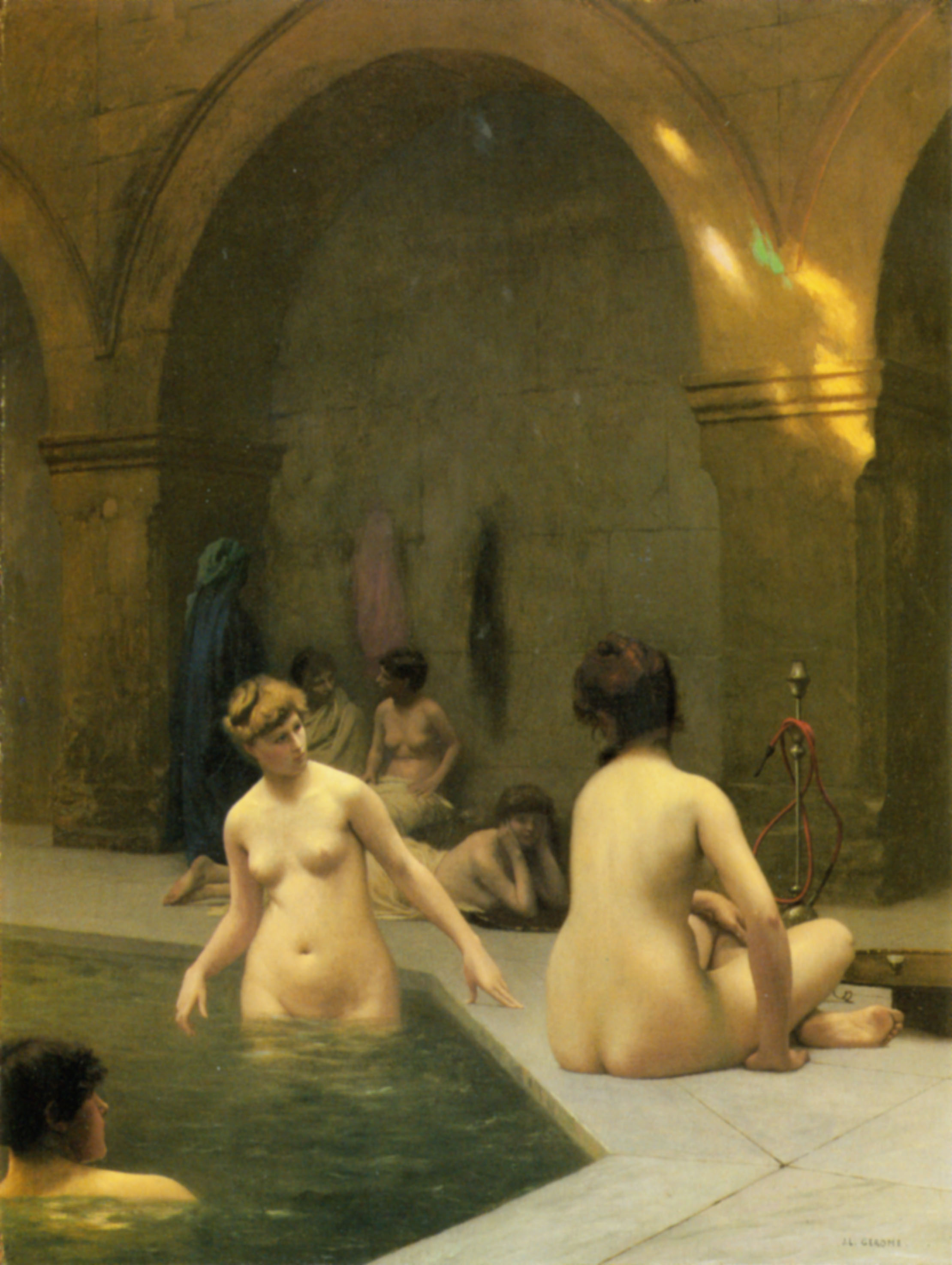
اثری از ژان-لئون ژروم
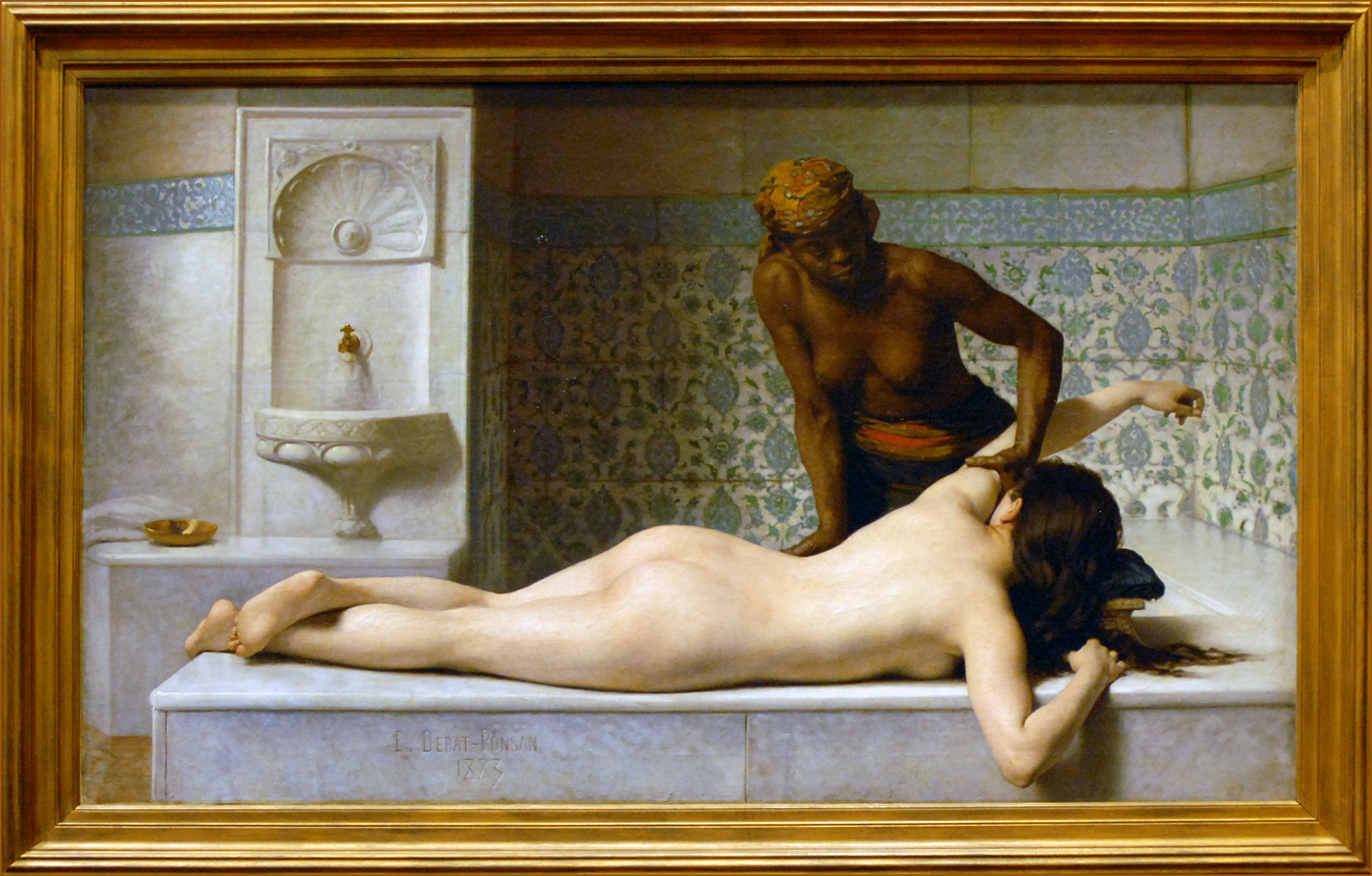